# Halina Zdebska-Biziewska
Halina Teresa Zdebska-Biziewska, z domu Wróbel (ur. 21 maja 1960 w Ryglicach, zm. 17 marca 2018 w Krakowie) – polska działaczka sportowa i olimpijska, doktor habilitowana nauk o kulturze fizycznej, w latach 2013–2018 przewodnicząca Klubu Fair Play Polskiego Komitetu Olimpijskiego, w młodości siatkarka.

## Dzieciństwo i wykształcenie
Urodziła się 21 maja 1960 w Ryglicach. Uczęszczała do szkoły podstawowej w Krakowie, od najmłodszych lat interesując się sportem i wielokrotnie reprezentując swoją szkołę na zawodach o szczeblu lokalnym oraz wojewódzkim. Absolwentka XI Liceum Ogólnokształcącego im. Marii Dąbrowskiej w Krakowie.
W szkole średniej rozpoczęła regularne treningi siatkówki w Klubie Sportowym Korona Kraków. W 1983 ukończyła z wyróżnieniem studia na kierunku trenerskim Akademii Wychowania Fizycznego im. Bronisława Czecha w Krakowie, uzyskując tytuł magistra sportu i uprawnienia trenera II klasy w piłce siatkowej. W 1984 ukończyła studia podyplomowe w zakresie przygotowania pedagogicznego na AWF w Krakowie.
21 września 1995 uzyskała stopień naukowy doktora nauk o kulturze fizycznej dzięki pracy zatytułowanej Bohater sportowy. Studium indywidualnego przypadku Bronisława Czecha (1908–1944) i napisanej pod kierunkiem Józefa Lipca. W 1996 roku jej rozprawa doktorska została wydana w formie książkowej, a w 1997 oraz 2007 wydawano kolejne wydania książki. Habilitowała się w 2009 na podstawie dorobku naukowego oraz rozprawy zatytułowanej Istota i wartości zespołowych gier sportowych.

## Zainteresowania naukowe
Prowadziła badania oscylujące wokół zagadnień związanych z oceną realizacji programów wychowania fizycznego oraz skutecznością wybranych technik gier zespołowych.
Seminaria z zakresu historii sportu odbywane u Kazimierza Toporowicza oraz pierwsze spotkania z Polską Akademią Olimpijską w 1986 przyczyniły się do zmiany kierunku prowadzonych badań, które następnie skupiły się na humanistyce kultury fizycznej i idei olimpijskiej.
W swojej monografii habilitacyjnej mającej charakter pionierski podjęła próbę uzupełnienia teorii gier o nauki humanistyczne, co wymagało teoretycznego wyjaśnienia specyfiki gier zespołowych w oparciu o pogłębioną interpretację aksjologiczną. Praca wymagała interdyscyplinarnej wiedzy z zakresu filozofii, socjologii, psychologii sportu, psychologii społecznej oraz antropologii kulturowej.

## Kariera zawodowa
Podczas studiów reprezentowała AZS-AWF Kraków, a po ich zakończeniu została trenerem grupy juniorów, nie zaprzestając uprawiania sportu. W październiku 1983 została zatrudniona jako asystent trenera na Wydziale Siatkówki Akademii Wychowania Fizycznego im. Bronisława Czecha w Krakowie. W tym samym okresie odbywała także staż nauczycielski w Szkole Podstawowej nr 5 w Krakowie, prowadząc zajęcia wychowania fizycznego dla klas sportowych o profilu siatkówki.
Po uzyskaniu stopnia doktora pracowała jako adiunkt w Katedrze Teorii i Metodyki Siatkówki AWF w Krakowie. W 1998 roku wydała wraz z Jerzym Uzarowiczem podręcznik Piłka siatkowa: program szkolenia dzieci i młodzieży. W latach 1998–2005 prowadziła ogólnopolskie warsztaty metodyczno-szkoleniowe dla nauczycieli szkół z zakresu wychowania fizycznego i sportu. Zarządzała ponadto pierwszym w historii AWF w Krakowie grantem Ministerstwa Edukacji Narodowej na realizację studiów podyplomowych wychowania fizycznego dla absolwentów studiów pokrewnych kierunków, była również kierownikiem podyplomowego studium nauczycieli z przygotowaniem pedagogicznym. Prowadziła zajęcia praktyczne na kursach dla instruktorów sportu i instruktorów rekreacji ruchowej. Od 2000 wykładała na studiach podyplomowych z zakresu zarządzania organizacjami sportowymi, organizowanych przez Instytut Spraw Publicznych Uniwersytetu Jagiellońskiego wspólnie z Polskim Komitetem Olimpijskim.
W 2000 wydała książkę Mistrzowie nart, przedstawiającą sylwetki polskich narciarzy olimpijskich. Rok później wraz z Andrzejem Stanowskim była współautorką książki Małysz: Bogu dziękuję poświęconej biografii skoczka narciarskiego Adama Małysza. W 2004 była autorką epilogu do tomiku poezji Józefy Ślusarczyk-Latos Lot nad przepaścią, a w 2007 wraz z Wojciechem Kaszą napisała podręcznik Piłka siatkowa: obrona pola w ujęciu taktycznym podręcznik dla instruktorów i trenerów.
Była ekspertem w Ośrodku Szkolenia Menedżerów Wyższej Szkoły Edukacja w Sporcie w Warszawie, a w latach 2006–2008 wykładała w Wyższej Szkole Bankowej w Chorzowie.
Współpracowała z takimi czasopismami jak „Narty”, „Sportowy Styl”, „Tempo”, „Dziennik Polski”, „Akademicki Przegląd Sportowy” oraz „Magazyn Olimpijski”, na łamach których w latach 1994–2005 opublikowała ponad dwieście autorskich tekstów. Przez lata związana także z Salezjańską Organizacją Sportową RP, do wydawnictw której pisała artykuły oraz recenzje.
W 2011 odbyła staż naukowy na Uniwersytecie Komeńskiego w Bratysławie, a w 2013 na Uniwersytecie w Porto.
Była zastępca dyrektora Instytutu Nauk Społecznych Wydziału Wychowania Fizycznego i Sportu Akademii Wychowania Fizycznego w Krakowie. W roku akademickim 2014/2015 zainicjowała powołanie Pracowni Olimpizmu działającej przy Instytucie Nauk Społecznych.
Była recenzentem czterech prac doktorskich i dwóch prac habilitacyjnych, a także redaktorem naczelnym czasopism naukowych „Studia Humanistyczne” oraz „Studies in Sport Humanities”.

## Działalność sportowa i olimpijska
W latach 1995-1999 była członkiem zarządu AZS-AWF Kraków. Pełniła także funkcje sekretarza i członka prezydium Małopolskiej Rady Olimpijskiej. W latach 1995-2000 była członkiem Komisji Kultury i Edukacji Polskiego Komitetu Olimpijskiego i należała do Koła Młodych Polskiej Akademii Olimpijskiej, a od 2001 do Polskiej Akademii Olimpijskiej. W tym samym roku reprezentowała Polski Komitet Olimpijski i Polską Akademię Olimpijską podczas 36. sesji Międzynarodowej Akademii Olimpijskiej skierowanej dla młodych uczestników. Została również członkiem zespołu doradczego do spraw programu kulturalno-edukacyjnego działającego przy Biurze Strategii Olimpijskiej w Krakowie podczas przygotowywania kandydatury Zakopanego jako miasta ubiegającego się o organizację Zimowych Igrzysk Olimpijskich 2006. Od 2002 była członkiem, a następnie prezesem Międzynarodowego Towarzystwa Naukowego Gier Sportowych. Współpracowała także z Towarzystwem Sportowym Wisła Kraków przy organizacji przedsięwzięć kulturalnych związanych z prowadzeniem konkursów artystycznych z okazji 95-lecia i 100-lecia klubu. Wchodziła w skład rady programowej towarzystwa.
W kadencji 2011-2015 wchodziła w skład Komitetu Rehabilitacji, Kultury Fizycznej i Integracji Społecznej Polskiej Akademii Nauk. W latach 2013-2018 była przewodniczącą Klubu Fair Play Polskiego Klubu Olimpijskiego, a także członkiem zarządu Międzynarodowego Komitetu im. Pierre’a de Coubertina.
W 2014 wraz z Kajetanem Hądzelkiem, Magdaleną Rejf oraz Ryszardem Żukowskim wchodziła w skład zespołu redakcyjnego książki Czysta gra: Fair play, dostępnej także w języku angielskim. Rok później na organizowanej przez Międzynarodową Akademię Olimpijską sesji dla dyrektorów narodowych akademii olimpijskich wygłosiła referat poświęcony dążeniu do doskonałości sportowej jako centralnego elementu edukacji olimpijskiej. W 2014 roku jako przedstawicielka Polskiego Komitetu Olimpijskiego brała udział w 20. Europejskim Kongresie Sportu w Rydze, a w 2015 w Międzynarodowym Seminarium Naukowym „Kościół i sport” w Watykanie. W 2016 podczas 22. Walnego Zgromadzenia Kongresu Europejskiego Ruchu Fair Play w Wiedniu została wybrana do zarządu ruchu.
W styczniu 2018 po raz ostatni reprezentowała Polskę w sprawozdawczo-wyborczym posiedzeniu Międzynarodowego Komitetu im. Pierre’a de Coubertina w Lozannie.

## Śmierć i upamiętnienie
Zmarła na późno zdiagnozowany nowotwór złośliwy 17 marca 2018 w Krakowie, została pochowana w grobie rodzinnym na cmentarzu wojskowym przy ul. Prandoty w Krakowie (kw. XCIII-18-31), stanowiącym część cmentarza Rakowickiego.

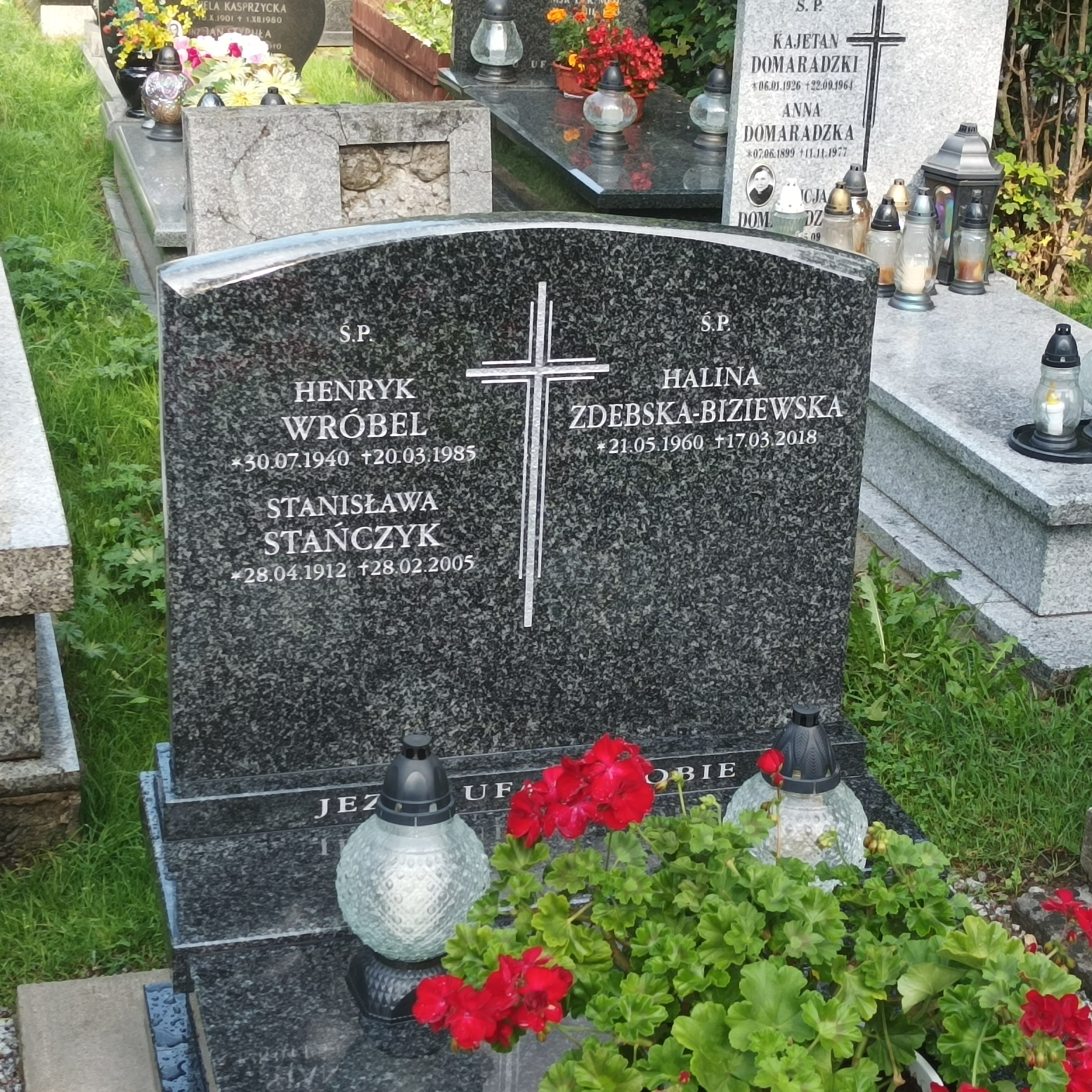
grób prof. Haliny Zdebskiej-Biziewskiej na cmentarzu wojskowym przy ul. Prandoty w Krakowie

Decyzją Senatu AWF w Krakowie z 24 maja 2018, utworzona przez nią kilka lat wcześniej Pracownia Olimpizmu została po jej śmierci nazwana jej imieniem.

## Odznaczenia
W 1984 została odznaczona srebrną odznaką AZS-AWF Kraków, a w 1988 otrzymała złotą odznakę krakowskiego okręgu Polskiego Związku Piłki Siatkowej.
W 1996 roku jej rozprawa doktorska została wyróżniona przez Polski Komitet Olimpijski nagrodą Brązowego Lauru Olimpijskiego w kategorii prac naukowych i popularnonaukowych. W 2002 została uhonorowana przez prezydenta Krakowa Andrzeja Gołasia tytułem „Przyjaciel sportu” za wkład w rozwój kultury fizycznej w Krakowie.
Postanowieniem z dnia 19 września 2005 została odznaczona przez prezydenta RP Aleksandra Kwaśniewskiego Srebrnym Krzyżem Zasługi za wzorowe, wyjątkowo sumienne wykonywanie obowiązków wynikających z pracy zawodowej. W 2009 otrzymała medal 90-lecia Polskiego Komitetu Olimpijskiego. Uhonorowana również medalem 30-lecia Polskiej Akademii Olimpijskiej.

## Życie prywatne
Zmarła będąc żoną Jerzego Biziewskiego, miała dwójkę dzieci z poprzedniego małżeństwa – córkę Joannę oraz syna Wojciecha. Do jej zainteresowań należała muzyka klasyczna, teatr, literatura i sport. Znała języki obce: angielski oraz rosyjski.